# Ludwig Haas (Schauspieler)

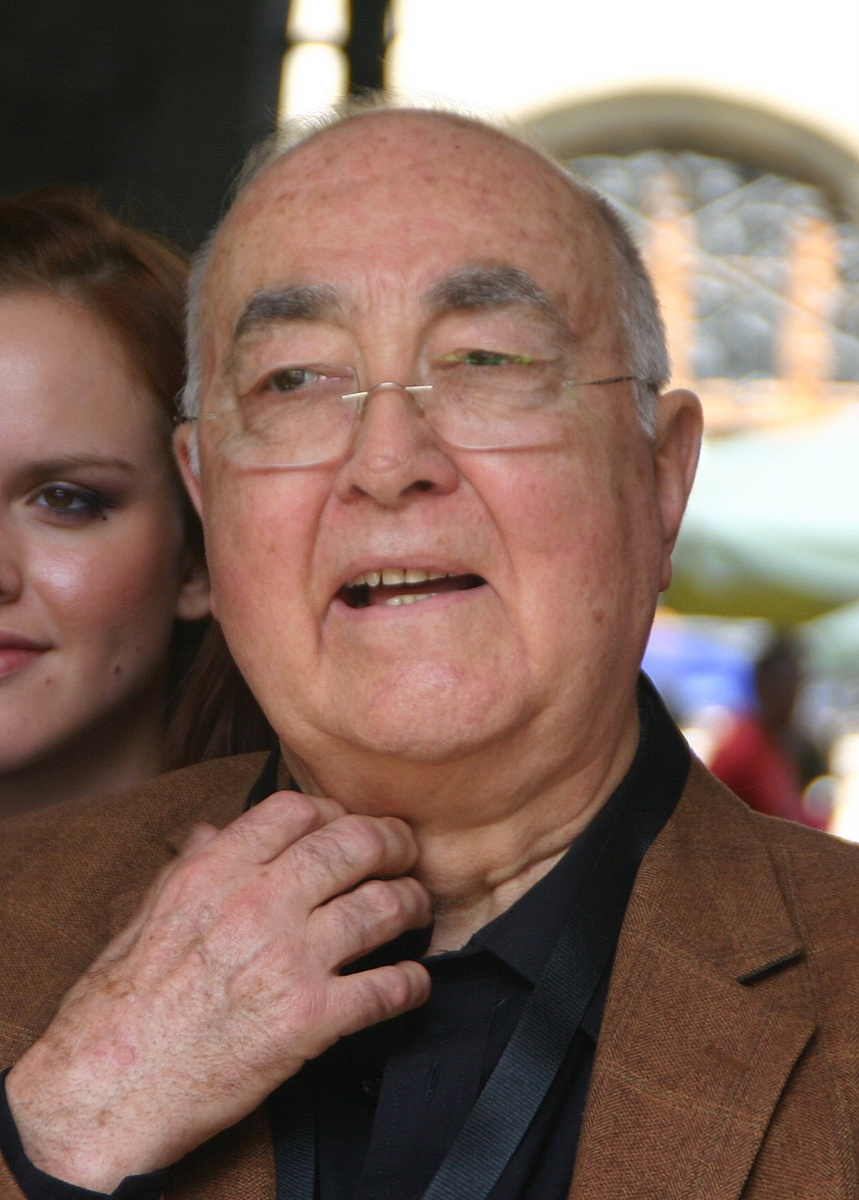
Ludwig Haas (2008)

Ludwig Haas (* 16. April 1933 in Eutin; † 4. September 2021 in Neumünster) war ein deutscher Schauspieler. Er wurde vor allem als Dr. Ludwig Dressler in der WDR-Serie Lindenstraße bekannt.

## Leben
Ludwig Haas machte im Jahr 1950 sein Abitur in Eutin. Von 1951 bis 1953 besuchte er die Hochschule für Musik und Theater Hamburg. 
Seine Karriere als Darsteller startete Haas im Jahr 1963 in einer Folge der Fernsehserie Bei uns zu Haus, in der er einen Staatsanwalt verkörperte. Daran schlossen sich zahlreiche Arbeiten in unterschiedlichen Fernsehproduktionen an. International machte Haas sich einen Namen als mehrfacher Darsteller von Adolf Hitler, den er in dem Kriegsfilm Gesprengte Ketten – Die Rache der Gefangenen (1988) sowie in dem US-amerikanischen Thriller Wie ein Licht in dunkler Nacht (1992) und in dem französischen historischen Film Pétain (1993) spielte. In dem dreiteiligen deutschen Fernsehfilm Erfolg (1991), basierend auf Lion Feuchtwangers gleichnamigen Roman, spielte Haas ebenfalls eine historische Rolle, er verkörperte darin den General Erich Ludendorff.
Einem Millionenpublikum bekannt wurde Haas vor allem in der Rolle des Dr. Ludwig Dressler, den er in der vom WDR produzierten Fernsehserie Lindenstraße von Dezember 1985 (Folge 1) bis zu seinem Serientod im Dezember 2019 (Folge 1744) verkörperte. Im März 2020 hatte er in der 1754. Folge (Die Geister, die Helga riefen) einen Auftritt als Geist.

### Privates
Er war mit Marianne Simon-Haas verheiratet. Aus der Ehe gingen zwei Töchter hervor. Die Familie lebte in Neumünster in Schleswig-Holstein sowie in Sant Elm auf Mallorca.
Haas starb Anfang September 2021 in einem Krankenhaus in Neumünster im Alter von 88 Jahren, kurz nachdem ihm ein Stent implantiert wurde. Haas wurde seebestattet in der Ostsee.

## Filmografie
- 1963: Bei uns zu Haus (Fernsehserie, Folge: Der Unfall)
- 1963: Heimweh nach St. Pauli
- 1964: Sie schreiben mit (Fernsehserie, Folge: Der Verdacht)
- 1965: Mode-Cocktail
- 1966: Ein Tag in Paris
- 1966: Der Witzbold
- 1967: Der Tod des Präsidenten
- 1967: Der Fall Sorge
- 1970: Miss Molly Mill (Fernsehserie, 1 Folge)
- 1975: Lehmanns letzter Lenz
- 1975: Tatort: Schöne Belinda (Fernsehreihe)
- 1976: Freiwillige Feuerwehr (Fernsehserie, 13 Folgen)
- 1979: Der Willi-Busch-Report
- 1980: Der Fall Walrawe
- 1981–1987: Ein Fall für zwei (Fernsehreihe, 3 Folgen, verschiedene Rollen)
- 1984: Echt tu matsch
- 1985: Tatort: Das Haus im Wald
- 1985: Die Einsteiger
- 1985: Big Mäc
- 1985–2019, 2020: Lindenstraße (Fernsehserie, 699 Folgen)
- 1986: Der Anschlag
- 1986: Väter und Söhne (TV-Mehrteiler)
- 1986–1988: Der Fahnder (Fernsehserie, 2 Folgen, verschiedene Rollen)
- 1987: Zärtliche Chaoten
- 1987–1991: Der Alte (Fernsehserie, 3 Folgen, verschiedene Rollen)
- 1987: Geschichten aus der Heimat (Fernsehserie, 1 Folge)
- 1988: Gesprengte Ketten – Die Rache der Gefangenen (Great Escape II: The Untold Story)
- 1988: Tagebuch für einen Mörder
- 1988: Eichbergers besondere Fälle (Fernsehserie, 1 Folge)
- 1989: Forsthaus Falkenau (Fernsehserie, Folge: Der Standort des Auerhahns)
- 1989: Tatort: Der Pott
- 1989–1992: Derrick (Fernsehserie, 2 Folgen, verschiedene Rollen)
- 1990: Blaues Blut (Fernsehserie, 1 Folge)
- 1990: Voll daneben – Gags mit Diether Krebs (Comedy-Show)
- 1990: Abenteuer Airport (Fernsehserie, 1 Folge)
- 1990: Kommissar Klefisch (Fernsehserie, 1 Folge)
- 1991: SOKO München (Fernsehserie, 1 Folge)
- 1991: Erfolg
- 1992: Der Papagei
- 1992: Wie ein Licht in dunkler Nacht
- 1992: Tatort: Experiment
- 1993: Unser Lehrer Doktor Specht (Fernsehserie, Folge: Warum nicht Potsdam)
- 1993: Texas – Doc Snyder hält die Welt in Atem
- 1994: Elbflorenz (Fernsehserie, 2 Folgen)
- 1994: Der Nelkenkönig (Fernsehserie, 1 Folge)
- 1994: Die Tierklinik am Rande der Stadt (Fernsehserie, 1 Folge)
- 1995: Entführung aus der Lindenstraße (Fernsehfilm)
- 1997: Stubbe – Von Fall zu Fall: Stubbe taucht ab (Fernsehreihe)
- 1997–1998: Die Wache (Fernsehserie, 3 Folgen)
- 1998: Wolffs Revier (Fernsehserie, Folge: Die Tote an der S-Bahn)
- 1999: SK Kölsch (Fernsehserie, Folge: Der Aap)
- 2001: Drehkreuz Airport (Fernsehserie, Folge: Goldfieber)
- 2002: Tierarzt Dr. Engel (Fernsehserie, 2 Folgen)
- 2003: Mein Weg zu Dir

## Hörspiele
- 1961: Rabindranath Tagore: Das Postamt – Bearbeitung und Regie: Lothar Schluck
- 1962: Brüder Grimm: Die goldene Gans – Regie: Lothar Schluck
- 1962: Rudyard Kipling: Das Dschungelbuch. In einer Bearbeitung von Herbert Hennies – Regie: Lothar Schluck
- 1963: Max Beerbohm: Der Tod in der Hand – Regie: Peter Schulze-Rohr
- 1963: Ekkehard Sass: Spitz, der Bleistift – Regie und Sprecher: Lothar Schluck
- 1963: Alix du Frênes: Das Salz des Sommers. 24 Stunden in Rom – Regie: Peterpaul Schulz
- 1966: Jan Fabricius: Hein Ruku. Niederländisches Volksspiel in der plattdeutschen Funkfassung von Hermann Quistorf – Regie: Rudolf Beiswanger; Jutta Zech (Hörspiel, niederdeutsch)